# Drugi švedski križarski rat
Drugi švedski križarski rat (švedski: Andra svenska korståget) dogodio se tijekom 13. stoljeća kada su švedske vojne snage krenule u napad protiv Tavastije, u današnjoj Finskoj, predvođeni Birger Jarlom. Mnogi detalji ovog križarskog rata predmet su rasprava. Nakon križarskog rata, Tavastia je postupno počela potpadati pod vlast Katoličke Crkve i Švedskog Kraljevstva. Kao rezultat križarskog rata, većina Finske pripadala je Švedskoj narednih 550 godina.

## Pozadina
Švedska je počela vršiti kontrolu nad teritorijem Finske početkom 13. stoljeća. Tijekom 1220. godine Švedska se pokušala uključiti u Baltičke križarske ratove, ali nije mogla zadržati svoje uporište u Estoniji.  Postoje zapisi švedskih svećenika, vjerojatno vođenih finskim biskupom Thomasom, koji su bili prisutni u Tavastiji 1230. godine i u pismima upućenim papi žale se na sporo širenje kršćanstva u Finskoj. Moguće da je došlo do reakcije protiv misionara (ustanak u Hämeu), a 1237. papa Grgur IX. poslao je poziv Šveđanima da krenu u križarski rat protiv otpadnika i barbara.

## Tumačenja
Za razliku od Prvog švedskog križarskog pohoda, za koji postoje određene nejasnoće, čini se da nema sumnje u švedske napore da pokrste Finsku, a koji su dosegli kulminaciju sredinom 13. stoljeća. Ipak, mnogi detalji, uključujući godinu i točnu prirodu križarskog rata, ostaju predmetom debata.

#### Priroda križarskog rata
Iako je križarski rat u kronikama prikazan kao osvajački rat, vjerojatno je u pitanju bila krvava faza u procesu uključivanja Finske u švedsku državu. Švedska je imala središnju vladu i jaku ideološku snagu u obliku Katoličke Crkve. Finske starješine koji su se pridružili, stekli su moć i prestiž.

#### Datumi križarskih ratova
Određivanje datuma kada su se desili križarski ratovi su i dalje sporni. Uz godine 1247. – 1250. koje se mogu pronaći u Ericovim kronikama, postoje prijedlozi razdoblja napada: 1238. – 1239. i 1256. godine. Ni jedan od kasnijih datuma nije prihvaćen. Švedski povjesničar Dick Harrison ima teoriju o ranom križarskom ratu koju temelji na papinom pismu, što bi također učinilo rat propisano odobrenim križarskim ratom kao i činjenicu da je Švedska bila mirna tijekom tog razdoblja.

#### Taffwesta borg
Kronika spominje dvorac koji su izgradili Šveđani, Taffwesta borg. Ovo se tumači kao dvorac Häme (švedski Tavastehus) ili čak obližnji dvorac Hakoinen, ali ni na jednom mjestu ne postoje arheološki dokazi koji bi podržali tako rano datiranje.

## Posljedice

#### Crkvena reakcija i reorganizacija
Vjerojatno u nastojanju da spriječi druge strane da se uključe u sukob, papa Inocent IV. uzeo je Finsku pod svoju posebnu zaštitu u kolovozu 1249., pri tome ne spominjući Švedsku ni na koji način. Finski biskup Thomas, vjerojatno dominikanski fratar, dao je ostavku 1245. i umro tri godine kasnije u dominikanskom samostanu na Gotlandu. Budući da je mjesto upražnjeno, biskupija je vjerojatno bila pod izravnim zapovjedništvom papinskog legata Vilima od Modene, čije posljednje naredbe finskim svećenicima su dane u lipnju 1248.
Bero (Björn, prvi švedski biskup Finske) naposljetku je imenovan za novog biskupa 1248. godine, vjerojatno ubrzo nakon Williamova posjeta Švedskoj na crkvenom sastanku u Skänningeu koji je završio 1. ožujka 1248. u takozvanoj Palmsköld knjižici iz 1448. Bilježi se da je upravo Bero davao finski porez švedskom kralju. Čini se da su i švedski biskupi imali svu svjetovnu vlast u Finskoj sve do 1280-ih, kada je uspostavljen položaj vojvode Finske.
Godine 1249. uspostavljen je prvi dominikanski samostan u Finskoj. Samostan se nalazio do biskupske utvrde u Koroinenu sve do kraja 13. stoljeća.

#### Švedsko naslijeđe
Kada je kralj Eric umro 1250. godine, Birger, njegov direktni nasljednik, bio je odsutan iz Švedske. Švedski lordovi, predvođeni Joar Blåom, odabrali su za novog kralja Birgerovog maloljetnog sina Valdemara, umjesto moćnog vladara kao što je on.

#### Švedska vladavina u Finskoj
Od 1249. pa nadalje, izvori općenito smatraju Finsku i Tavastiju dijelom Švedske. Finska biskupija uvrštena je među švedske biskupije po prvi put 1253. U Novogordskoj prvoj kronici Tavastiani (Yem) i pravi Finci (Sum), spominje se ekspedicija sa Šveđanima (Svei) 1256. godine. Međutim, jako malo se zna o situaciji u Finskoj u desetljećima koje slijede jednim dijelom zato što se zapadnom Finskom sada vladalo iz Turkua, pa je samim time većina dokumenata ostala tamo. Kako su novgorodske snage spalile grad 1318. za vrijeme švedsko-novgorodskih ratova, ostalo je jako malo dokumenata o tome što se događalo u prethodnom stoljeću. Posljednji švedski križarski rat na Finsku dogodio se 1293. protiv Karelaca.